# Jozef Lányi
Mons. Jozef Lányi (29. června 1868, Nitrianske Pravno – 28. října 1931, Oradea) byl slovenský náboženský spisovatel a římskokatolický biskup.

## Život
Studoval na gymnáziu v Prievidzi a v Banské Bystrici a teologii v Budapešti. Dne 2. července 1891 byl vysvěcen na kněze.
Roku 1892 se stal biskupským archivářem a ceremoniářem. Od roku 1899 působil jako profesor teologického učiliště v Banské Bystrici a v letech 1895–1898 působil jako ředitel církevní lidové školy v Krupině.
Roku 1900 se stal učitelem maďarštiny následníka trůnu arcivévody Františka Ferdinanda d'Este a kanovníkem.
Dne 16. listopadu 1906 jej papež Pius X. ustanovil titulárním biskupem Tininu. Biskupské svěcení přijal 8. prosince 1906 z rukou biskupa Wolfganga Radnaie a spolusvětitelé byli biskup Augustín Fischer-Colbrie a biskup Antal Fetser.
Jednou z funkcí, kterou zastával, byl také ředitel semináře ve Velkém Varaždíně (dnešní Oradea).
Byl autorem prací o církevním malířství, diakritických znaménkách v chaldejštině, akkadštině a arabštině či o zákoníku Nebukadnesara II. a kanonickém právu.

## Dílo
- Az egyházi festészetről, Budapešť, 1888
- Az Itala és Vulgata, Budapešť, 1890
- Aszyr, kald és arab diakritikus jelek, Budapešť, 1891
- Nabukodonozor bűntetése, Budapešť, 1891
- Az eskű kanonjogi szempotból, Banská Bystrica, 1894
- A valláserkőlcsi nevelés fontossága korunkban, Budapešť, 1896
- A nőemancipáció és kath. egyház álláspontja, Oradea, 1906